# Jorge Arreaza

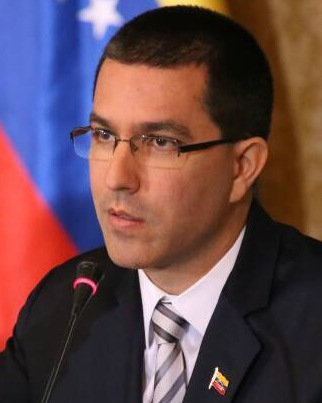
Jorge Arreaza (2017)

Jorge Alberto Arreaza Montserrat (* 6. Juni 1973 in Caracas) ist ein venezolanischer Politikwissenschaftler, Politiker und derzeit Außenminister von Venezuela. Zuvor war er bereits Vizepräsident von Venezuela, Minister für Technologie und Innovation und Minister für ökologische Bergbauentwicklung.

## Herkunft und Ausbildung
Er studierte an der Universidad Central de Venezuela in Caracas und an der University of Cambridge.

## Politische Karriere
Jorge Arreaza ist mit Wirkung vom 2. August 2017 Außenminister von Venezuela.

## Privates
Er ist seit 2007 verheiratet mit Rosa Virginia Chávez, der ältesten Tochter von Hugo Chávez.